# توكاماك فائق التوصيل التجريبي المتقدم

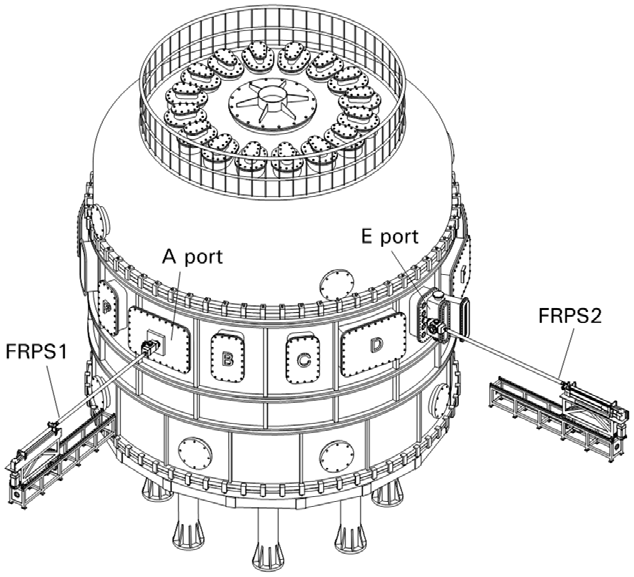
الرسم الفني للشرق

مفاعل توكاماك فائق التوصيل التجريبي المتقدم (اختصارًا: EAST ، اسم المشروع الداخلي: HT-7U ، (بالصينية: 先进实验超导托卡马克实验装置) هو تجربة مفاعل اندماجي من نوع توكاماك في مدينة هيفاي في الصين . يقوم معهد فيزياء البلازما التابع للأكاديمية الصينية للعلوم . هذا المفاعل هو نوع متقدم صيني ، بدأ بناؤه بالتعاون مع روسيا في التسعينات من القرن الماضي ، مفاعل من طراز HT-7 وهو ايضا من نوع توكاماك فائق التوصيل.
بدأ بناء المفاعل في عام 1998، وبدأ تشغيله في عام 2006 بقدرة تسخين أولية تبلغ سبعة ميغاواط فقط. بدأت عملية تبريد الملفات المغناطيسية الفائقة التوصيل ، التي تحصر حقولها المغناطيسية البلازما في وسط غرفة التفاعل، في أغسطس/آب 2006. استغرقت النبضة البلازمية الأولى التي تم توليدها في سبتمبر زمنا قدره 1.2 ثانية. بلغت تكاليف البناء حتى تلك النقطة 300 مليون يوان فقط (حوالي 30 مليون يورو). وبحلول عام 2023 ستكون القدرة على التسخين 32 ميجاوات. ومن المخطط التوسع بشكل أكبر. بالنسبة إلى مواصفاته الفنية، فإن مفاعل EAST يشبه مفاعل ASDEX الألماني المحدث ، ولكن يمكن تشغيله بثبات باستخدام ملفات فائقة التوصيل. وهذا يجعله مناسبا تمامًا لبحث مسألة التضارب بين في تفاعلات البلازما مع جدار غرفة التفاعل. يحتوي المحول ، مثل ITER ، على سطح مصنوع من التنغستن .
في 3 يوليو 2017، أصبح من الممكن الحفاظ على البلازما في الوضع الهيدروجيني H-Mode لمدة تزيد عن 100 ثانية عند درجة حرارة قدرها حوالي 50 مليون كلفن . في مايو 2020، تم الوصول إلى درجات حرارة تبلغ 120 مليون و 160 مليون درجة مئوية لفترة زمنية مماثلة تزيد عن 20 ثانية. وفي يناير 2023، تم نشر اكتشاف نظام تشغيل جديد يسمى Super-I-Mode. تتمتع بظروف احتجاز طاقة جيدة للوضع H داخل حلقة البلازما وكثافة نهائية مسطحة واستقرار للوضع L : وتم الحفاظ على درجات حرارة الإلكترونات والأيونات البالغة 70 مليون وحتى 8 مليون كلفن على التوالي لأكثر من 17 دقيقة دون حدوث أي ELMs . كان الحمل على المحولات 3 ميجاوات / المتر المربع ( MW/m 2 ) منخفضًا نسبيًا، ويرجع ذلك أيضًا إلى أن أكثر من نصف طاقة مضخة الديوتيريوم حدثت من خلال التلامس بالجدار الأول: ولهذا الغرض، تم إعطاء مسحوق الليثيوم على جرعات مستمرة بمقدار (1.3 مجم/ثانية).
في 20 يناير 2025، تم الحفاظ على بلازما بقدر نبضة طويلة ووضع احتواء عالي عند أكثر من 100 مليون درجة مئوية لمدة 18 دقيقة تقريبًا، مما أدى إلى تسجيل رقم قياسي عالمي جديد لتشغيل البلازما عالية الضغط في جهاز توكاماك.

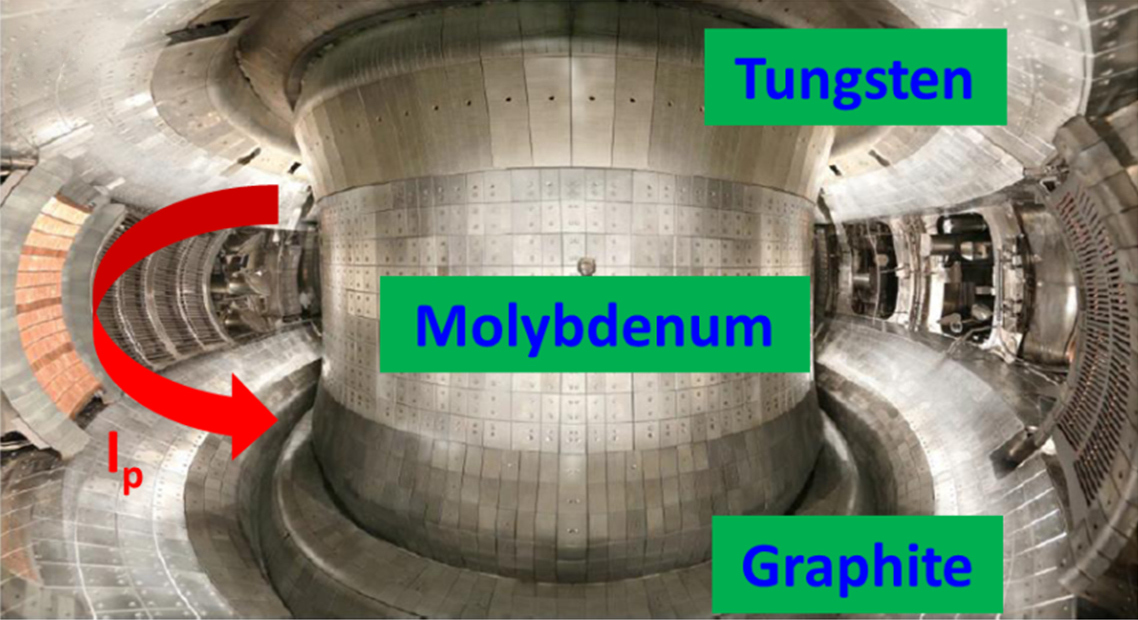
غرفة التفاعل المفرغة في تجربة EAST Tokamak

خلال شهر مايو من عام 2021، وصلت درجة حرارة الإلكترون إلى 120 مليون درجة مئوية لمدة 101 ثانية.[16] في 30 ديسمبر 2021، تم تحقيق عملية بلازما عالية المعلمات بنبضة طويلة لمدة 1056 ثانية، مسجلةً رقمًا قياسيًا عالميًا آخر لتشغيل جهاز توكاماك التجريبي.
حققت EAST أول بلازما في العالم في حالة مستقرة من الوضع H لمدة 403 ثوانٍ في 12 أبريل 2023.
ثم حطمت EAST رقمها القياسي بعد عدة سنوات في 20 يناير 2025، عندما حافظت على البلازما لمدة 1066 ثانية.

## الأهداف الفيزيائية

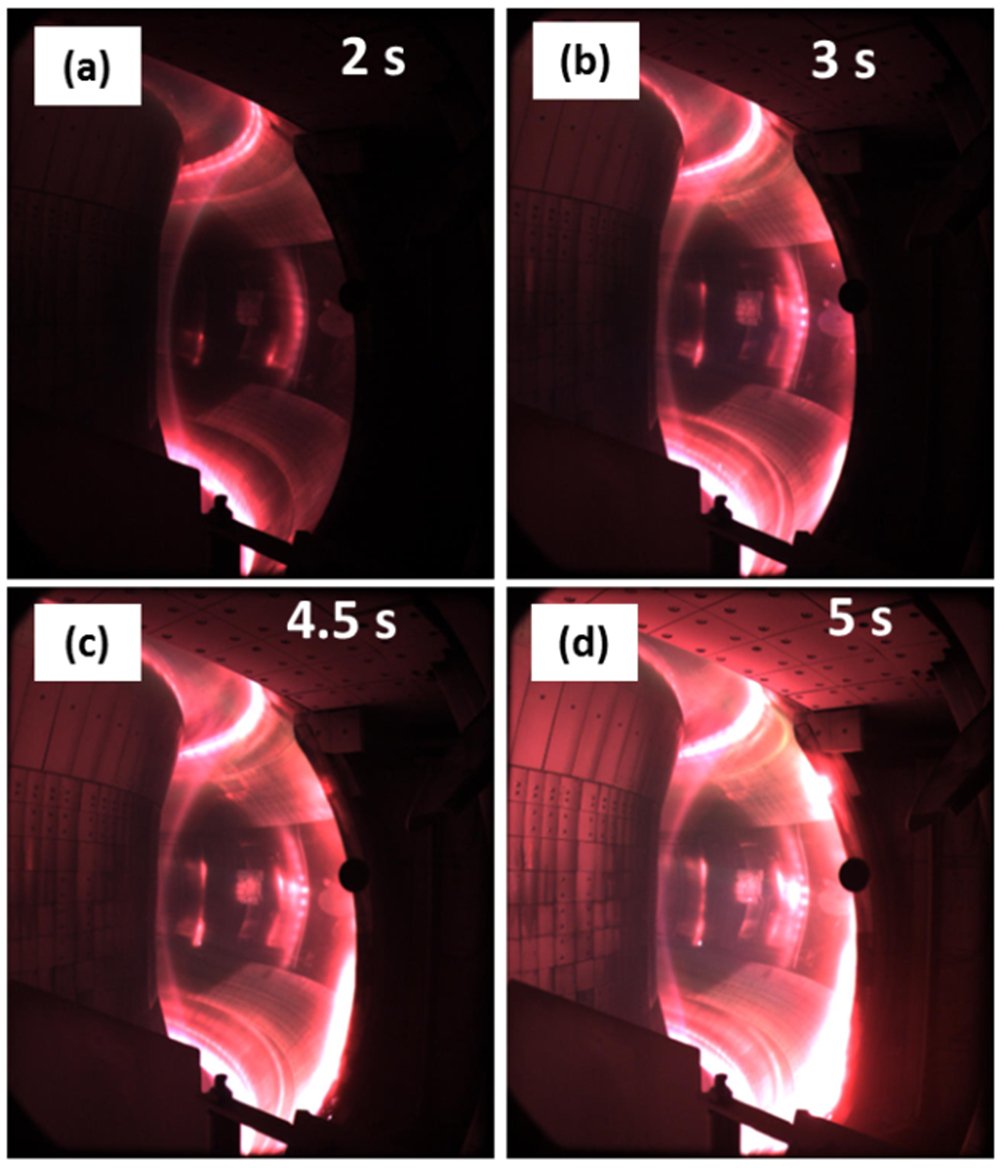
البلازما في EAST بعد أزمنة مختلفة.

الصين عضو في اتحاد المفاعل النووي الحراري التجريبي الدولي، و تجربة EAST هي منصة اختبار لتقنيات ITER.
صُمم جهاز EAST لاختبار:
- موصلية فائقة نيوبيوم-تيتانيوم مجال كروي مغناطيس، مما يجعله أول توكاماك مزود بمغناطيس حلقي وكروي فائق التوصيل.
- دفع تيار غير حثي.
- نبضات تصل مدتها إلى 102 ثانية مع تيار بلازما 0.5 مللي أمبير.
- مخططات للتحكم في عدم استقرار البلازما من خلال الفحص الفوري.
- مواد للمحولات ومكونات مواجهة البلازما.
- التشغيل مع βN = 2 وعامل احتواء H89 > 2

## البيانات الفنية
| المعلمة                                     | مقاس           |
| ------------------------------------------- | -------------- |
| المجال الحلقي، B θ                          | 3.5 طن         |
| تيار البلازما، I P                          | 1 ملي أمبير    |
| نصف قطر كبير، R 0                           | 1.85 متر       |
| نصف قطر صغير، 0                             | 0.45 متر       |
| نسبة العرض إلى الارتفاع، R 0 / a 0          | 4-4.5          |
| الاستطالة، κ                                | 1.6–2          |
| المثلثية، δ                                 | 0.6–0.8        |
| تسخين الرنين السيكلوتروني الأيوني (ICRH)    | 12 ميجا واط    |
| محرك التيار الهجين المنخفض (LHCD)           | 10 ميجاواط     |
| تسخين الرنين السيكلوتروني الإلكتروني (ECRH) | 2 ميجاواط      |
| حقن الشعاع المحايد (NBI)                    | 8 ميجاواط      |
| كثافة قدرة المحول                           | 10 ميجاواط/ م2 |
| مدة النبض                                   | 1–1000 ثانية   |